# Streptocarpus wilmsii
Streptocarpus wilmsii là một loài thực vật có hoa trong họ Tai voi. Loài này được Engl. miêu tả khoa học đầu tiên.